# 福岡日日新聞
福岡日日新聞（ふくおかにちにちしんぶん）は、福岡県を中心に九州一円で発行・販売されていた日本の日刊新聞。現在の『西日本新聞』（にしにっぽんしんぶん）の前身・旧題である。略称は『福日』（ふくにち）。

## 歴史
- 1877年（明治10年）3月：森泰、藤井孫次郎らにより福岡下名島町の弘聞社から『筑紫新聞』創刊
- 1878年（明治11年）12月：筑紫新聞廃刊のあとをうけて藤井孫次郎が博多中島町の悟楽社より『めさまし新聞』創刊
- 1879年（明治12年）8月：『めさまし新聞』が『筑紫新報』に改題
- 1880年（明治13年）：『福岡日日新聞』と改め、福岡橋口町に福岡日日新聞社（社長諏訪楯本）を設立、日刊紙として自社印刷を開始
- 1890年（明治23年）11月 : 福岡日日新聞社を資本金1,500円の匿名組合に改組
- 1912年（明治45年）7月 : 福岡日日新聞社は、資本金11万円の合資会社に改組
- 1916年（大正5年）：九州学生武道大会開催。現在の「金鷲旗」「玉竜旗」の源流。
- 1926年（大正15年）3月：福岡日日新聞社は、福岡市下警固（現在の福岡市中央区天神一丁目。現西日本新聞社本社所在地）に移転
- 1926年（大正15年）5月：資本金を100万円に増資
- 1931年（昭和6年）：「西日本新聞同盟」結成。構成社は福岡日日新聞（幹事社）、関門毎夕新聞、佐賀日報、長崎民友新聞、佐世保民友新聞、九州日日新聞もしくは九州新聞のいずれか一方、大分日報、日州新聞及び鹿児島毎日新聞の各社。
- 1942年（昭和17年）8月10日：新聞統制により、『福岡日日新聞』と『九州日報』（1887年〔明治20年〕、『福陵新報』として創刊）が合同、福岡日日新聞合資会社により『西日本新聞』発刊
- 1943年（昭和18年）4月17日：福岡日日新聞合資会社と株式会社九州日報社が合併、福岡日日側を存続法人として『株式会社西日本新聞社』発足

## 地方付録
福岡日日新聞は、福岡県を中心とした九州各県に支局を置き、本紙とは別の「地方付録」を発行していた。広告を集めて地方で現地印刷を行う形で、現在の西日本新聞地方版の源流となる。
- 佐賀日日新聞（佐賀市）
- 佐世保日日新聞（佐世保市）
- 熊本日日新聞（熊本市） - 現在の熊本日日新聞とは無関係。
- 関門毎夕新聞（門司市） - 現在の北九州市と山口県、朝鮮半島に向けて発行されていた。

## 備考
- 現在の西日本新聞の紙齢（創刊からの号数を示すバックナンバー）は、福岡日日新聞として1880年に創刊された時の物からのを加算している。